# Żyła śródkościa potyliczna

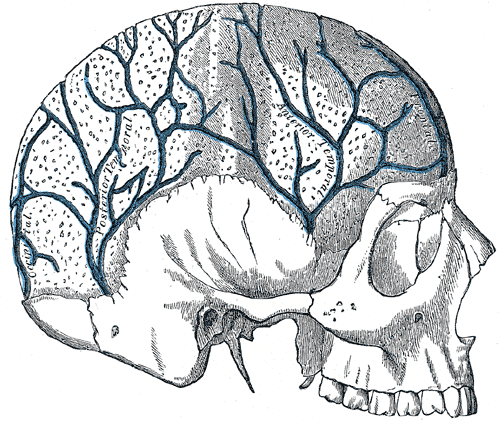
Żyły śródkościa. Żyła śródkościa potyliczna podpisana Occipital.

Żyła śródkościa potyliczna (łac. vena diploica occipitalis) – w anatomii człowieka jedna z żył śródkościa. Przebiega wewnątrz śródkościa w tylnej części czaszki. Opuszcza śródkoście dwiema drogami, na zewnątrz czaszki, gdzie za pośrednictwem żyły wypustowej potylicznej łączy się z żyłą potyliczną, i do wewnątrz czaszki, gdzie wpada do zatoki poprzecznej.